# 太陽角龍屬
太陽角龍屬（意為「太陽神的有角面孔」）又譯赫利俄斯角龍，是角龍亚目恐龍的一屬，生存於白堊紀中期的中國。模式種是短頜太陽角龍（H. brachygnathus），是在2009年由吉林大學地質博物館館長金利勇等人索發掘、研究和命名。化石發現於中國吉林省的泉頭組，大部分是頭顱骨碎片。太陽角龍的身長估計約1.3公尺，可能跟長春龍生存於同一環境。金利勇等人認為，太陽角龍代表由原始新角龍類向冠飾角龍類演化的中間過渡類型。太陽角龍的發現，對冠飾角龍類的東亞起源說提供了化石証據。

## 外部連結
- DinoData - Helioceratops brachygnathus